# Redemption at the Puritan's Hand
Redemption at the Puritan's Hand – siódmy album studyjny irlandzkiego zespołu black metalowego Primordial. Wydawnictwo ukazało się 23 kwietnia 2011 roku nakładem wytwórni muzycznej Metal Blade Records.

## Lista utworów
Opracowano na podstawie materiału źródłowego.
1. "No Grave Deep Enough" (sł. A.A. Nemtheanga, muz. MacUilliam) - 07:10
2. "Lain with the Wolf" (sł. A.A. Nemtheanga, muz. MacUilliam) - 08:25
3. "Bloodied yet Unbowed" (sł. A.A. Nemtheanga, muz. O'Floinn) - 08:48
4. "God's Old Snake" (sł. A.A. Nemtheanga, muz. MacUilliam) - 06:25
5. "The Mouth of Judas" (sł. A.A. Nemtheanga, muz. MacUilliam) - 08:53
6. "The Black Hundred" (sł. A.A. Nemtheanga, muz. MacUilliam) - 06:19
7. "The Puritan's Hand" (sł. A.A. Nemtheanga, muz. MacAmlaigh) - 08:36
8. "Death of the Gods" (sł. A.A. Nemtheanga, muz. MacUilliam, O'Floinn) - 09:21

## Notowania
| Rok  | Lista                   | Kraj       | Pozycja |
| ---- | ----------------------- | ---------- | ------- |
| 2011 | Media Control Charts    | Niemcy     | 31      |
| 2011 | Schweizer Hitparade     | Szwajcaria | 90      |
| 2011 | Suomen Virallinen Lista | Finlandia  | 23      |